# Sérgio Borges
Sérgio Justo Camacho Borges (Funchal, 18 de outubro de 1943 — 17 de dezembro de 2011) foi um cantor português. Vencedor do Festival RTP da Canção de 1970 e Prémio Bordalo (1966), em Música Ligeira, pertenceu ao Conjunto Académico João Paulo que na década de 1960 fez sucesso em Portugal.

## Biografia
Sérgio Justo Camacho Borges nasceu em 18 de outubro de 1943, na cidade portuguesa do Funchal, no arquipélago da Madeira.
A vida artística de Sérgio Borges deu os primeiros passo no Liceu Jaime Moniz, no Funchal, cantando em festas académicas e quermesses.
Em 1964, foi um dos fundadores do Conjunto Académico João Paulo, originário da ilha da Madeira e um dos grupos que mais se destacaram em Portugal na década de 1960.
Na edição de 1966, Sérgio Borges ficou em 2.º lugar no Festival RTP da Canção com "Eu Nunca Direi Adeus". Este tema foi depois editado num disco do Conjunto Académico João Paulo que inclui ainda uma versão da canção que venceu nesse ano interpretada por Madalena Iglésias chamada "Ele e Ela".
Sérgio Borges recebeu o Prémio Bordalo (1966), ou Prémio da Imprensa, da categoria "Música Ligeira", tendo a Casa da Imprensa em 1967 que também distinguido nesta categoria Madalena Iglésias e o conjunto Os Rocks. De notar que dois anos antes o mesmo galardão tinha sido atribuído ao Conjunto Académico João Paulo.

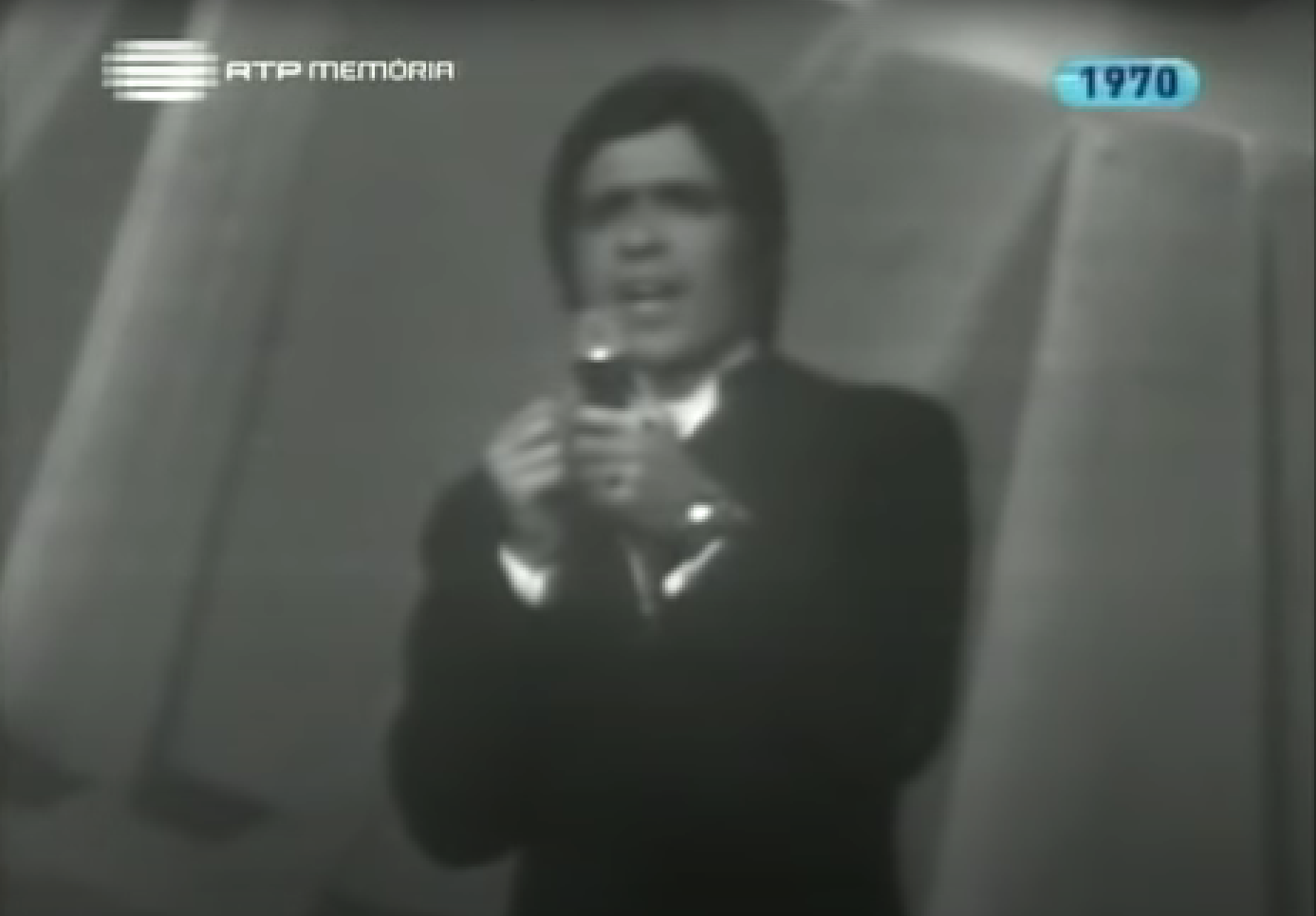
Sérgio Borges interpretando "Onde vais rio que eu canto" no Festival RTP da Canção 1970

Em 1970 Sérgio Borges venceu o VII Grande Prémio da Canção, com a canção "Onde Vais Rio que Eu Canto" , da autoria de Nóbrega e Sousa e Joaquim Pedro Gonçalves. No entanto não iria defender as cores nacionais no Festival da Eurovisão pois, em protesto contra o sistema de votação utilizada, Portugal não participou no evento. De resto, a edição de 1970 deste concurso já tinha decorrido no mês anterior.
Ainda nesse ano, Sérgio Borges iria até terras nipónicas com "Onde Vais Rio que Eu Canto" para participar no Festival Yamaha, em Tóquio.
Depois de uma pausa, o Conjunto Académico João Paulo passou a denominar-se Sérgio Borges & Conjunto João Paulo, sendo o seu último disco datado de 1972.
Durante vários anos Sérgio Borges actuou no Casino da Madeira.
Na década de 1980 participou no Festival RTP da Canção de 1986 com a canção "Quebrar a Distância", com letra da sua autoria e música de Paulo Ferraz.
Em 2004 lançou o CD 40 Anos a Cantar, um disco onde , para além os seus maiores sucessos, incluiu cinco temas inéditos.
Em 2005, o Governo Regional da Madeira atribuiu-lhe Galardão da Cultura.
Sérgio Borges morreu a 17 de dezembro de 2011, com 68 anos, no Funchal.
Em 2012 foi feito, a título póstumo, Comendador da Ordem do Mérito, a 8 de Junho.

## Discografia
- "Onde vais Rio que Eu Canto" / "A Voz do Chão" / "Velho Sonho" / "Raining Heart" (EP, 1970)
- "Canção de Madrugar" / "Corre Nina (Single, Columbia/EMI, 1970)
- "Quebrar a Distância" / "Instrumental" (Single, 1986)
- 40 anos a Cantar (CD, 2004)